# Regeringen Rudd

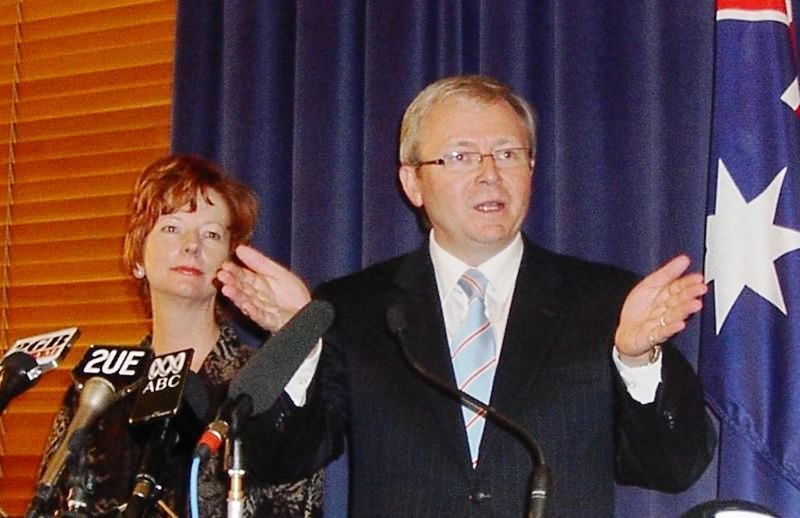
Julia Gillard och Kevin Rudd.

Regeringen Rudd (engelska: Rudd Ministry, ’Ruddministären’) var Australiens 65:e regering bestående av medlemmar ur Australiens arbetarparti som var verksam från den 3 december 2007 till den 24 juni 2010. Regeringschef var Kevin Rudd, ledamot av Australiens representanthus för valkretsen Griffith. Utöver kabinettsministrarna fanns det ett antal biträdande ministrar som ingick i det som kallas ’yttre ministären’ (Outer Ministry).
Ministären installerades av Australiens 24:e generalguvernör Michael Jeffery den 3 december 2007, efter 2007 års federala val, och avgick den 24 juni 2010 när den biträdande regeringschefen Julia Gillard blev premiärminister.

## Kabinettsministrar
- Parlamentsledamot Kevin Rudd, premiärminister
- Parlamentsledamot Julia Gillard, biträdande premiärminister, utbildningsminister, arbetsminister, minister för social integration
- Parlamentsledamot Wayne Swan, finansminister (treasurer, ’skattmästare’)
- Senator Chris Evans, minister för invandring och medborgarskap, gruppledare i senaten
- Senator John Faulkner, kabinettssekreterare (till 9 juni 2009), minister utan portfölj (till 9 juni 2009), försvarsminister (fr.o.m. 9 juni 2009)
- Parlamentsledamot Simon Crean, handelsminister
- Parlamentsledamot Stephen Smith, utrikesminister
- Parlamentsledamot Joel Fitzgibbon, försvarsminister (till 9 juni 2009)
- Parlamentsledamot Nicola Roxon, hälso- och äldreminister
- Parlamentsledamot Jenny Macklin, minister för samhällstjänster, familje-, bostads-, och urbefolkningsfrågor
- Parlamentsledamot Lindsay Tanner, minister för finansfrågor och avreglering
- Parlamentsledamot Anthony Albanese, minister för infrastruktur, transport, regional utveckling och lokal förvaltning
- Senator Stephen Conroy, minister för bredband, kommunikation och digitala ekonomi, biträdande gruppledare i senaten
- Senator Kim Carr, innovations-, industri-, vetenskaps- och forskningsminister
- Senator Penny Wong, minister för klimatförändring, effektivt energiutnyttjande och vatten
- Parlamentsledamot Peter Garrett, miljö- och kulturminister
- Parlamentsledamot Robert McClelland, justitieminister (attorney-general)
- Senator Joe Ludwig, socialminister fram till 9 juni 2009, kabinettssekreterare och minister utan portfölj fr.o.m. 9 juni 2009
- Parlamentsledamot Tony Burke, fiske-, jordbruks- och skogsbruksminister, dessutom minister för befolkningsfrågor fr.o.m. 14 april 2010
- Parlamentsledamot Martin Ferguson, minister för energi, naturresurser och turism
- Parlamentsledamot Chris Bowen, socialminister fr.o.m. 9 juni 2009, minister för finansmarknad, pensioner och bolagsrätt fr.o.m. 9 juni 2009